# Willie Nelson
Willie Hugh Nelson (Abbott, 29 aprile 1933) è un cantautore, chitarrista, attore, scrittore e attivista statunitense.
Willie Nelson è considerato uno dei più importanti cantautori degli Stati Uniti; nonostante la sua immagine da artista country di ispirazione hippy, egli è un'icona riverita da una moltitudine di artisti di differenti generi musicali e da numerosi esponenti della cultura dominante e alternativa. Apprezzato da numerosi artisti come Johnny Cash e Billy Joe Shaver, egli ha collaborato con alcuni dei più noti artisti musicali come Frank Sinatra, Jerry Lee Lewis, Paul Simon, Snoop Dogg, Bob Dylan, Kris Kristofferson e numerosi altri.
Nelson ha vinto 12 Grammy Awards nella sua carriera. Inoltre è stato inserito dalla nota rivista Rolling Stone nella lista dei migliori chitarristi di tutti i tempi e dei migliori cantanti country di sempre. Nelson viene anche ricordato anche per la sua partecipazione al gruppo The Highwaymen, progetto country composto dallo stesso Nelson assieme a Johnny Cash, Kris Kristofferson e Waylon Jennings.
Famoso anche per la sua poliedricità di interessi, oltre che musicista egli è anche uno scrittore, attore, poeta ed attivista (soprattutto politico, sul tema della legalizzazione della cannabis). Egli ha anche fondato un'associazione che tutela gli interessi economici delle fattorie statunitensi, si tratta di un progetto di beneficenza che si tiene ogni anno sotto forma di un concerto benefico, dal nome Farm Aid.

## Biografia

### Infanzia e primi successi del '50
Willie Hugh Nelson nasce ad Abbott nel Texas il 29 aprile del 1933 da Myrle Marie Greenhaw ed Ira Doyle Nelson. Già da ragazzo suona e canta musica country che ascolta dalla radio e a soli dieci anni debutta in un'orchestra boema suonando la polka. Agli inizi degli anni '50 studia a Waco alla Baylor University e conosce Martha Mathews, un'indiana Cherokee con la quale si sposa. In questi stessi anni pur facendo svariati lavori tra cui il venditore di libri, l'insegnante e il disc jockey continua a scrivere musica e la sua prima canzone pubblicata è “Family Bible”.
Nel 1959 si trasferisce a Nashville dove ottiene un contratto con la casa discografica Pamper Music Publishing e fa amicizia con Ray Price che lo inserirà nella sua band come bassista.

### Anni '60

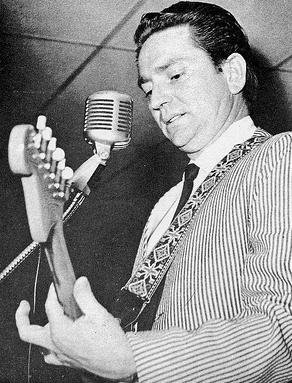
Willie Nelson (1965)

Nelson mette in piedi un suo complesso, The Record Men, con il quale gira per tutto il sud ovest degli Stati Uniti. Inizia a incidere per la Liberty e lancia singoli quali Touch Me e Willingly cantati insieme alla nuova moglie Shirlie Collie. Nel '64 ormai membro del Grand Ole Opry di Nashville passa a incidere per la RCA. È questo il periodo delle polemiche per il suo stile non fedele ai canoni del country tradizionale e presto Nelson si stancherà del poco fruttuoso contratto con la RCA e di Nashville.

### Anni '70
Proprio nel '70 Nelson ha l'occasione di cambiare vita approfittando dell'incendio della propria casa e torna nel Texas a Austin dove incide il 33 giri "Yesterday's Wine" considerato dallo stesso cantante uno dei suoi migliori capolavori musicali (miscela di country, honky-tonk, western swing, gospel e blues). Sempre con la RCA incide "Phases & Stages" che vende più di quattrocentomila copie. È proprio quest'alta vendita che spinge la Columbia a ingaggiare Nelson che sale di prepotenza nelle classifiche country e in quelle rock grazie all'album "Red Headed Stranger" e al singolo “Blue Eyes Crying In The Rain”. E la sua conferma arriva nel '76 con la raccolta di vecchie canzoni incise con la RCA e brani di Waylon Jennings: "Wanted! The Outlaws" che oltre ad aver venduto un milione di copie è il primo disco country di platino.
Ormai è tutta discesa per il cantante che consolida la sua musica detta outlaw con altri album di successo "The Troublemaker", "Stardust" e il disco di platino "Willie & Family Live" . Gli anni '70 sono quindi la consacrazione del cantante diventato ormai una super star a tutti gli effetti. Termina infatti il decennio cantando con celebrità quali Kris Kristofferson, George Jones, Ernest Tubb e insieme a Leon Russell conclude un tour lungo due stagioni.

### Anni '80
Sono gli anni in cui la musica forte e decisa di Nelson si trasforma in più leggera. “On The Road Again”, “Always On My Mind” e “To All The Girls I've Loved Before” (quest'ultima cantata con Julio Iglesias) e il cd "Tougher Than Leather" sono i successi dei primi anni '80. Ma è nell'85 che insieme a Waylon Jennings, Kris Kristofferson e Johnny Cash Nelson incide uno dei più bei dischi del periodo: "Highwayman". Nello stesso anno a Champaign, Illinois, per aiutare i coltivatori del Midwest, Nelson organizza il "Farm Aid" (ricordando il Live Aid di Bob Geldof).
Nel 1985 partecipa ad USA for Africa, un supergruppo di 45 celebrità della musica pop tra cui Michael Jackson, Diana Ross, Lionel Richie, Stevie Wonder e Bruce Springsteen, cantando We Are the World prodotta da Quincy Jones e incisa a scopo benefico. I proventi raccolti con We Are the World furono devoluti alla popolazione dell'Etiopia, afflitta in quel periodo da una disastrosa carestia. Il brano vinse il Grammy Award come "canzone dell'anno", come "disco dell'anno", e come "miglior performance di un duo o gruppo vocale pop".
Nella seconda parte del decennio Nelson continua a incidere molti album, continuando a inserire nelle sue canzoni il nuovo sound più leggero e lontano dai grandi successi degli anni '70. Nel 1989 Bono Vox scrive per lui Slow Dancing (nel 1997 Willie Nelson registrerà questa canzone in studio, insieme agli U2, Mickey Raphael e Brian Eno). Slow Dancing si trova nel B side di If God Will Send His Angels (U2).

### Anni '90
Gli anni '90 si aprono con l'uscita di altri album quali Born For Trouble e Highwaymen 2 (con i soliti interpreti del primo). Nelson è poi costretto a incidere un disco per riparare a una serie di evasioni fiscali con l'IRS (ufficio imposte statunitensi) da cui deriva il titolo dell'album Who'll Buy My Memories -The IRS Tapes. Successivamente è la volta del disco Across The Borderline, considerato fra le migliori opere del cantante che da ora in poi si fa produrre da Don Was. Dopo l'uscita di Healing Hands Of Time, dove sono presenti alternative versioni dei suoi classici (Crazy, Healing Hands Of Time, Funny How Time Slips Away) incide il terzo e il miglior capitolo degli Highwaymen (The Road Goes On Forever) e una raccolta di cover minori degli anni '50 e ‘60 (Just One Love).
Nel 1994 duettò con il mitico cantante Frank Sinatra in A foggy day, che uscì nel disco Duets II, il penultimo album di The Voice. Nel '96 il nuovo disco "Spirit" è il primo album di un artista country ad essere pubblicato dalla Island. “I Thought About You, Lord”, “Your Memory Won't Die In My Grave”, “She Is Gone” sono le canzoni di maggior successo di questo disco, scarne nella strumentazione quanto profonde come scrittura. La discografia di Nelson si arricchisce di anno in anno di pubblicazioni delle più varie come "Night And Day" (disco unicamente strumentale), "Milk Cow Blues" (con ospiti come B.B. King e Dr. John) o album dal vivo come "Live And Kickin'" fatto per festeggiare i 70 anni del cantautore dove partecipano cantanti quali Ray Charles, Eric Clapton, Paul Simon e molti altri.

### Anni '2000

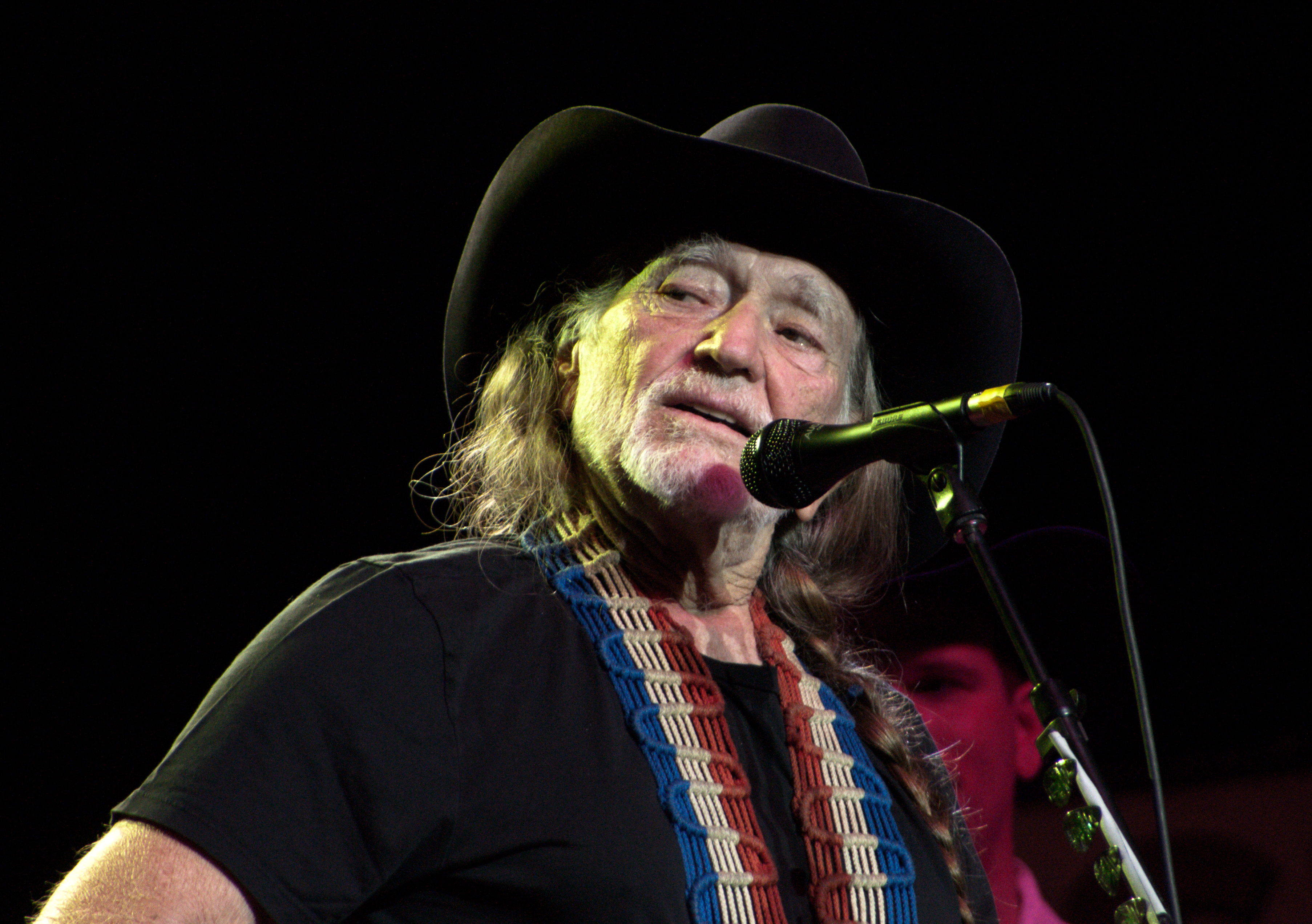
Willie Nelson (2009)

Nel 2005 compare nel film Hazzard, nella parte di Jessie Duke; nel finale del film incide una cover della sigla originale del telefilm, Good Old Boys, scritta e cantata in origine dal suo amico Waylon Jennings. L'ultimo brano My Medicine di Nelson uscito nel 2008 vede una particolare collaborazione insieme al rapper losangelino Snoop Dogg.
Nel 2015 pubblica l'album Django and Jimmie insieme a Merle Haggard. È presente anche nell'annuale tributo a John Lennon, cantando una sua personale versione di Imagine. Nel 2016 pubblica un album tributo alla musica di George Gershwin intitolato Summertime: Willie Nelson Sings Gershwin. Nel disco compaiono due duetti con Sheryl Crow e Cyndi Lauper.
Nel corso dello stesso anno partecipa ad alcune tappe del tour di Neil Young accompagnato dai Promise of The Real, la band di Lukas Nelson (figlio di Willie).
Negli anni 2020 pubblica una serie di album, sia dal vivo che in studio, che aumentano il suo status di cantautore longevo. Nel 2021 pubblica, con l'aiuto musicale dei suoi familiari, il disco The Willie Nelson Family, contenente canzoni cristiane. Nel 2023 pubblica il successo di critica Bluegrass in cui rielabora i suoi successi in chiave bluegrass.
Nel 2024 pubblica il suo 75º album da solista (101 album in studio totale, considerando le collaborazioni) dal titolo The Border.
Nello stesso anno viene pubblicata dalle edizioni Il Castello la traduzione in italiano della sua autobiografia, My Life. E' una lunga storia, scritta con la collaborazione di David Ritz.

### Carriera nel cinema
Nella sua lunga carriera, Willie Nelson ha lavorato anche come attore, sia per il cinema che per la tv, partecipando a quasi quaranta film, in alcuni dei quali anche nel ruolo di protagonista, come in Barbarosa di Fred Schepisi, dove interpreta appunto Barbarosa, e in Accordi sul palcoscenico (Honeysuckle Rose) di Jerry Schatzberg, dove recita accanto a Dyan Cannon e Amy Irving. Nel 1979 ha interpretato la parte di Wendell Hickson nel western moderno Il cavaliere elettrico di Sydney Pollack. Le canzoni country di questo film sono tutte cantate da Nelson.
È stato il protagonista del settimo episodio della terza stagione di Miami Vice, dal titolo El Viejo, in cui interpreta un Texas Ranger che interferisce con l'attività sotto copertura di Sonny Crockett; nel 1996 è stato guest star, nei panni dello sceriffo federale Elias Burch, nell'episodio Vendetta della serie La signora del West; nel 2002 è stato altresì protagonista dell'undicesimo episodio della prima serie di Detective Monk, dal titolo Monk e il cantante country; ha recitato in un breve cameo in Austin Powers - La spia che ci provava.
Ha interpretato zio Jesse nel film Hazzard (2005), tratto dall'omonima serie televisiva; ha recitato nel ruolo di sé stesso nel film Sesso & potere con Robert De Niro e Dustin Hoffman; infine ha nuovamente interpretato sé stesso nel film Swing Vote - Un uomo da 300 milioni di voti con Kevin Costner e ha doppiato se stesso in una puntata dei I Simpson.

## Strumentazione e stile

### Tematiche e scrittura
(Bob Dylan, nel corso di un'intervista)
Autore di quasi 400 brani, Nelson è stato capace di affrontare una grande varietà di tematiche. Alcuni suoi brani appartengono alla tradizione puramente country e trattano dunque argomenti tipici del genere come l'amore per la propria terra; in altre occasioni egli ha composto liriche poetiche e temi più complessi come le difficoltà politiche degli Stati Uniti ed alcuni temi religiosi.
Diversi album nella sua discografia affrontano tematiche religiose, specialmente attraverso delle registrazioni di brani tradizionali gospel.

### Musicalità e generi musicali

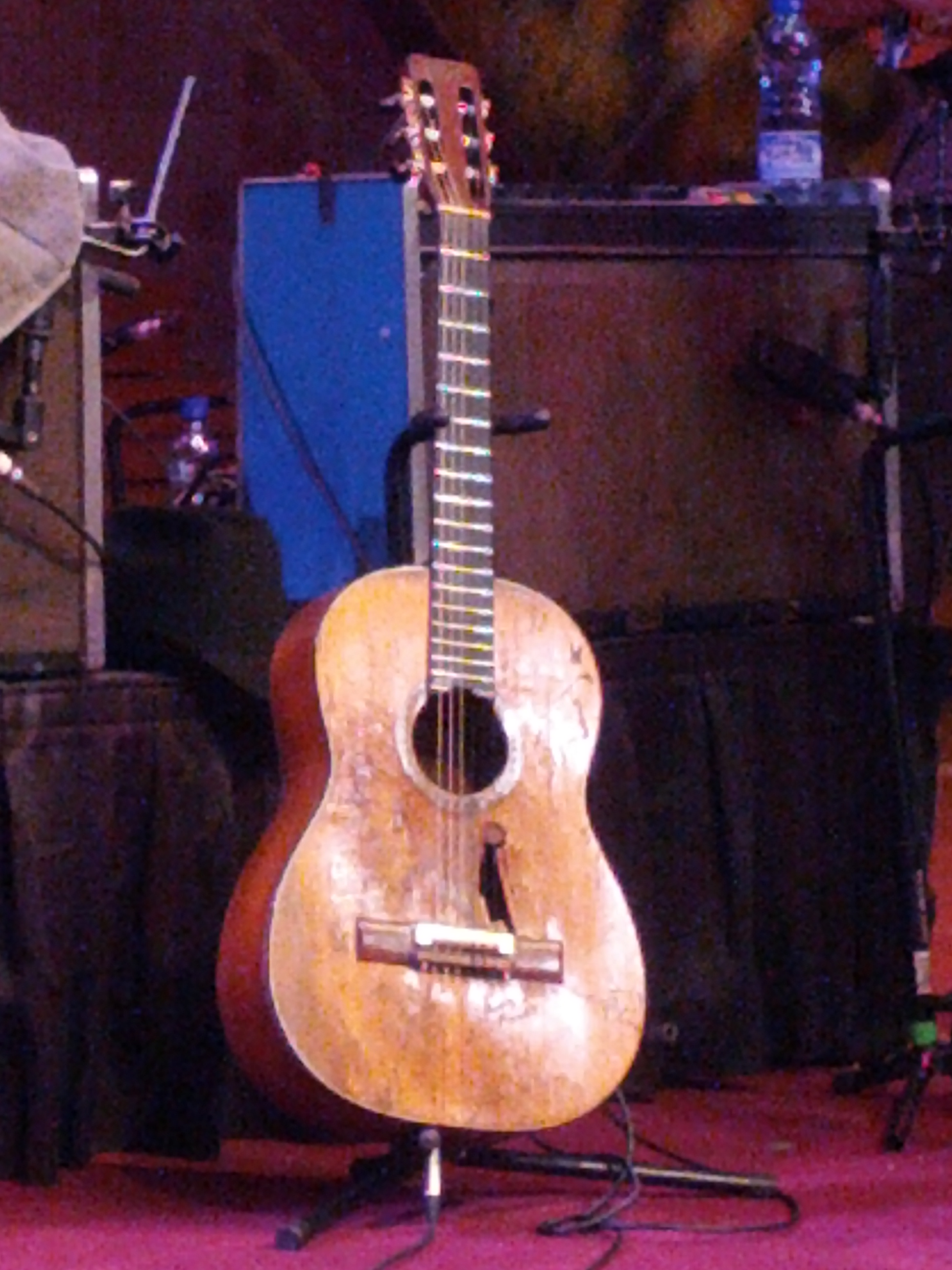
La nota "Trigger" di Willie Nelson

Considerato un buon chitarrista da punto di vista tecnico, la sua chitarra è chiamata "Trigger" (grilletto) ed è un modello Martin N-20 diventato il suo simbolo. Al suo stile chitarristico, Nelson ha affiancato un approccio al canto unico e caratterizzato da una voce nasale e molto riconoscibile.
Lo stile musicale di Willie Nelson è spesso definito come outlaw country, un genere nato nel sud degli Stati Uniti che riprende con sonorità country le influenze provenienti dal mondo della controcultura degli anni '60.
Nonostante questa vicinanza al genere outlaw, Nelson non si è mai precluso la possibilità di sperimentare altri generi come il country pop, quello di matrice neo-tradizionale, il western swing ed il gospel.

### Concerti
Cantautore molto longevo, Nelson prosegue tutt'oggi la sua attività concertistica operando principalmente negli Stati Uniti. Caratteristiche delle sue esibizioni sono la presenza della sua iconica chitarra, "Trigger", e il suo tipico stile d'abbigliamento.
Egli è noto per indossare spesso una bandana in testa durante i concerti (talvolta raffigurante la bandiera degli USA)

## Vita privata
Nella sua vita Willie ha avuto quattro mogli e un totale di otto figli. Alcuni membri della sua famiglia, tra cui il figlio Lukas, suonano con lui in concerto e talvolta anche in alcune registrazioni in studio.
Politicamente è noto per il suo supporto di varie cause progressiste e vicine al Partito Democratico, una su tutte la legalizzazione della cannabis. Egli è un cristiano ed è stato interprete di vari brani di ispirazione cristiana e numerosi gospel e spiritual.
Da sempre è profondamente legato alla sua terra natale, il Texas, a cui ha dedicato diversi brani.
That I was made in Texas»
Che sono nato in Texas»
(Willie Nelson, nel brano Made in Texas del 2024 (dal suo disco The Border))
È amico di numerose star del mondo dell'intrattenimento tra i quali Snoop Dogg e Billy Joe Shaver e numerosi altri, oltre ad essere stato amico personale di alcuni presidenti statunitensi, tra i quali Jimmy Carter e Bill Clinton.

## Premi e riconoscimenti
- Il suo nome è stato inserito nella Songwriters Hall of Fame

- Il suo nome è stato inserito nella Country Music Hall of Fame

- La rivista Rolling Stone lo ha inserito nella lista deii migliori chitarristi di tutti i tempi.

- Ha vinto 12 Grammy Awards nella sua carriera, su 57 nomination totali[18]

## Discografia
In oltre sessant'anni di carriera, Nelson ha composto oltre 340 canzoni, inciso migliaia di registrazioni e pubblicato 101 album in studio (di cui 75 solisti e 26 in collaborazione)

### Album in studio

#### Solisti
- ...And Then I Wrote (1962)
- Here's Willie Nelson (1963)
- Country Willie: His Own Songs (1965)
- Country Favorites: Willie Nelson Style (1966)
- Make Way for Willie Nelson (1967)
- The Party's Over (1967)
- Texas in My Soul (1968)
- Good Times (1968)
- My Own Peculiar Way (1969)
- Both Sides Now (1970)
- Laying My Burdens Down (1970)
- Willie Nelson & Family (1971)
- Yesterday's Wine (1971)
- The Words Don't Fit the Picture (1972)
- The Willie Way (1972)
- Shotgun Willie (1973)
- Country Winners (1973)
- Phases and Stages (1974)
- Red Headed Stranger (1975)
- The Sound in Your Mind (1976)
- The Troublemaker (1976)
- To Lefty from Willie (1977)
- Stardust (1978)
- Willie Nelson Sings Kristofferson (1979)
- Pretty Paper (1979)
- Family Bible (1980)
- Somewhere Over the Rainbow (1981)
- Always on My Mind (1982)
- Tougher Than Leather (1983)
- Without a Song (1983)
- City of New Orleans (1984)
- Angel Eyes (1984)
- Me & Paul (1985)
- Partners (1986)
- The Promiseland (1986)
- Island in the Sea (1987)
- What a Wonderful World (1988)
- A Horse Called Music (1989)
- Born for Trouble (1990)
- The IRS Tapes: Who'll Buy My Memories? (1992)
- Across the Borderline (1993)
- Moonlight Becomes You (1994)
- Healing Hands of Time (1994)
- Just One Love (1994)
- Spirit (1996)
- Teatro (1998)
- Night and Day (1999)
- Me and the Drummer (2000)
- Milk Cow Blues (2000)
- Rainbow Connection (2001)
- The Great Divide (2002)
- Nacogdoches (2004)
- It Always Will Be (2004)
- Countryman (2005)
- You Don't Know Me: The Songs of Cindy Walker (2006)
- Songbird (2006)
- Moment of Forever (2008)
- American Classic (2009)
- Country Music (2010)
- Remember Me, Vol. 1 (2011)
- Heroes (2012)
- Let's Face the Music and Dance (2013)
- To All the Girls... (2013)
- Band of Brothers (2014)
- Summertime: Willie Nelson Sings Gershwin (2016)
- For the Good Times: A Tribute to Ray Price (2016)
- God's Problem Child (2017)
- Last Man Standing (2018)
- My Way (2018)
- Ride Me Back Home (2019)
- First Rose of Spring (2020)
- That's Life (2021)
- The Willie Nelson Family (2021)
- A Beautiful Time (2022)
- I Don't Know a Thing About Love (2023)
- Bluegrass (2023)
- The Border (2024)
- Last Leaf on the Tree (2024)
- Oh What A Beautiful World (2025)

### Album live
- 1966 - Country Music Concert
- 1976 - Willie Nelson Live
- 1978 - Willie and Family Live
- 2002 - All of Me - Live in Concert
- 2002 - Willie Nelson & Friends - Stars & Guitars
- 2003 - Live and Kickin'
- 2004 - Live at Billy Bob's Texas
- 2004 - Outlaws and Angels
- 2005 - Songs for Tsunami Relief: Austin to South Asia
- 2011 - Here We Go Again: Celebrating the Genius of Ray Charles (con Wynton Marsalis e Norah Jones)
- 2013 - Willie Nelson & Friends - Live at Third Man Records
- 2022 - Willie Nelson Live at Budokan

### Raccolte(parziale)
- 1975 - What Can You Do to Me Now
- 1977 - Willie - Before His Time
- 1980 - Always
- 1980 - His Very Best
- 1981 - Greatest Hits (& Some That Will Be)
- 1985 - Half Nelson
- 1994 - Super Hits
- 1998 - 16 Biggest Hits
- 2001 - All the Songs I've Loved Before: 40 Unforgettable Songs
- 2003 - The Essential Willie Nelson
- 2008 - Legend: The Best of Willie Nelson
- 2009 - Naked Willie
- 2009 - Lost Highway

## Filmografia

### Cinema
- Il cavaliere elettrico (The Electric Horseman), regia di Sydney Pollack (1979)
- Accordi sul palcoscenico (Honeysuckle Rose), regia di Jerry Schatzberg (1980)
- Strade violente (Thief), regia di Michael Mann (1981)
- Barbarosa, regia di Fred Schepisi (1982)
- Songwriter - Successo alle stelle (Songwriter), regia di Alan Rudolph (1984)
- Chi pesca trova (Gone Fishin' ), regia di Christopher Cain (1997)
- Sesso & potere (Wag the Dog), regia di Barry Levinson (1997)
- Half Baked, regia di Tamra Davis (1998)
- Austin Powers - La spia che ci provava (Austin Powers: The Spy Who Shagged Me), regia di Jay Roach (1999)
- Brivido biondo (The Big Bounce), regia di George Armitage (2004)
- Hazzard (The Dukes of Hazzard), regia di Jay Chandrasekhar (2005)
- Blonde Ambition - Una bionda a NY (Blonde Ambition), regia di Scott Marshall (2007)
- Swing Vote - Un uomo da 300 milioni di voti, regia di Joshua Michael Stern (2008)
- Surfer, Dude, regia di S.R. Bindler (2008)
- Zoolander 2, regia di Ben Stiller (2016)
- Pure Country - Una canzone nel cuore (Pure Country: Pure Heart), regia di Damon Santostefano (2017)
- Lost in London, regia di Woody Harrelson (2017)

### Televisione
- Miami Vice – serie TV, episodio 3x07 (1986)
- La signora del West (Dr. Quinn, Medicine Woman) – serie TV, episodi 5x09-6x19 (1996-1997)
- Nash Bridges – serie TV, episodio 3x02 (1997)
- King of the Hill – serie TV, episodio 1x04 (1997)
- Detective Monk (Monk) – serie TV, episodi 1x12-3x03 (2002-2004)
- Hazzard - I Duke alla riscossa (The Dukes of Hazzard: The Beginning), regia di Robert Berlinger – film TV (2007)

### Doppiatori italiani
Nelle versioni in italiano delle opere in cui ha recitato, Willie Nelson è stato doppiato da:
- Dante Biagioni in Sesso & potere, Hazzard, Blonde Ambition - Una bionda a NY
- Corrado Gaipa in Strade violente
- Sergio Graziani in Chi pesca trova
- Silvio Anselmo in Half Baked
- Gianni Bonagura in Detective Monk
- Riccardo Rovatti in Brivido biondo
- Sandro Sardone in Hazzard - I Duke alla riscossa
- Bruno Alessandro in Pure Country - Una canzone nel cuore
- Silvio Anselmo in I Simpson (ep. 11x22)

## Opere
- Willie: An Autobiography, Simon & Schuster, 1988, con Bud Shrake
- The Facts of Life and Other Dirty Jokes, Random House, 2002
- Farm Aid: A Song for America, Rodale Books, 2005
- The Tao of Willie: A Guide to the Happiness in Your Heart, Gotham, 2006, con Turk Pipkin
- On the Clean Road Again: Biodiesel and the Future of the Family Farm, Fulcrum Publishing, 2007
- A Tale Out of Luck (a novel), Center Street, 2008, con Mike Blakely
- Roll Me Up and Smoke Me When I Die: Musings From the Road, William Morrow, con prefazione di Kinky Friedman, 2012
- It's a Long Story: My Life, Little, Brown and Company, 2015 con David Ritz (My Life. È una lunga storia, Il Castello, 2024)
- Pretty Paper, Penguin Random House, 2016 con David Ritz
- Willie Nelson's Letters to America, HarperCollins, 2021 con Turk Pipkin
- Me and Sister Bobbie: True Tales of the Family Band, Penguin Random House, 2021 con Bobbie Nelson and David Ritz
- Sister, Brother, Family: An American Childhood in Music, Penguin Random House, 2021 con Bobbie Nelson e Chris Barton
- Me And Paul: Untold Stories of a Fabled Friendship, HarperCollins, 2022 con David Ritz
- Energy Follows Thought: The Stories Behind My Songs, HarperCollins, 2023 con Mickey Raphael e David Ritz